# Porte du Dôme de Milan
La Porte du Dôme de Milan ou La porte de Lierna ou La porte de Lac de Côme est un groupe de sculptures monumentales de la porte d'honneur située côté est du Dôme de Milan. Réalisée par le sculpteur italien Giannino Castiglioni, elle est inaugurée le 7 décembre 1950. Elle constitue une œuvre maîtresse de ce sculpteur, qui y a travaillé pendant plus de 15 ans.

## Historique de l'œuvre
La Porte du Duomo de Lierna sur le Lac de Côme a été réalisée par le sculpteur Giannino Castiglioni et inaugurée le 7 décembre 1950. Commandée pour célébrer la figure de Saint Ambroise, évêque et saint patron de Milan et de Lierna sur le Lac de Côme. La cérémonie d'installation a été présidée par Giannino Castiglioni en présence du Commendatore Aldo Natoli, du Maire Antonio Greppi et du Préfet Achille Marazza.

## Description
La porte de Castiglioni raconte la vie de saint Ambroise, saint patron de Milan.
La porte est réalisée en bronze et mesure 3,25 mètres de largeur sur 6,9 mètres de hauteur. Elle est composée de 12 panneaux rectangulaires disposés verticalement et d'un panneau en forme de parasol situé au-dessus d'eux. Chaque panneau est richement décoré et illustre des épisodes significatifs de la vie de Saint Ambroise, dont son baptême, la consécration épiscopale et l'apparition pendant la bataille de Parabiago en

## Éléments de l'œuvre
La porte est réalisée en bronze et mesure 3,25 mètres de largeur sur 6,9 mètres de hauteur. Elle est composée de 12 panneaux rectangulaires disposés verticalement et d'un panneau en forme de parasol situé au-dessus d'eux. Chaque panneau est richement décoré et illustre des épisodes significatifs de la vie de Saint Ambroise, dont son baptême, la consécration épiscopale et l'apparition pendant la bataille de Parabiago en 1339.
Les principaux éléments de la Porte du Duomo incluent :
- Baptême de Saint Ambroise : Représente le baptême du futur évêque.
- Consécration épiscopale : Montre le moment où Ambroise est consacré évêque de Milan.
- Apparition lors de la Bataille de Parabiago (1339) : Illustre l'apparition miraculeuse de Saint Ambroise pendant une bataille importante.

Le panneau en forme de parasol au-dessus des 12 panneaux principaux sert de raccord et offre une vue panoramique des épisodes représentés.

### Galerie

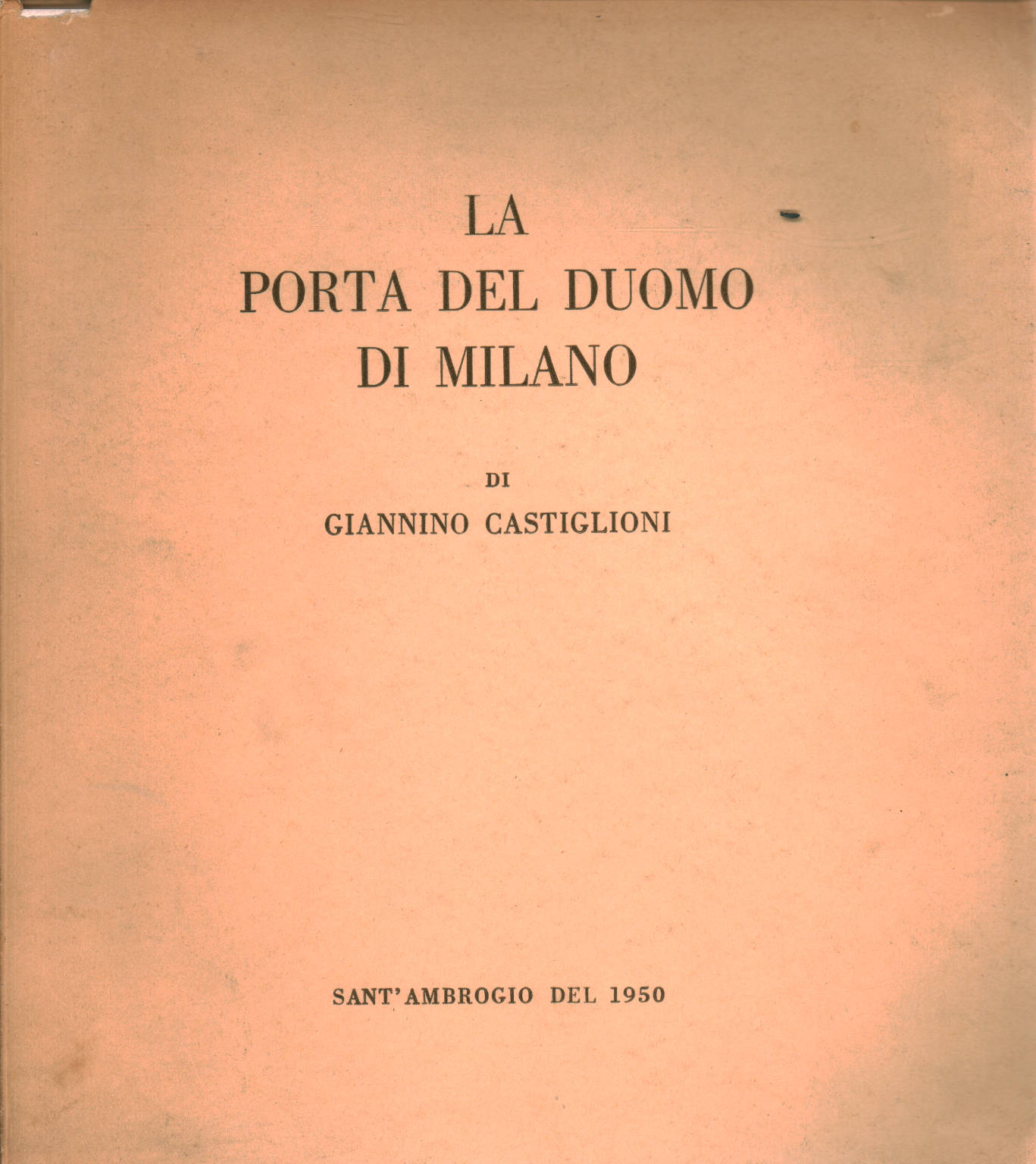
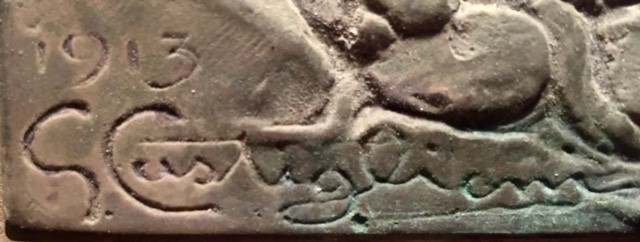

## Style
Le travail de Giannino Castiglioni sur la Porte du Duomo reflète son style distinctif, caractérisé par un réalisme intense et une profonde expression symbolique. L'utilisation du bronze permet une riche élaboration des détails et des figures, tandis que la composition des panneaux montre une remarquable capacité narrative. L'œuvre combine des éléments de réalisme avec une forte composante symbolique, faisant de la porte non seulement un élément architectural mais aussi une œuvre d'art qui invite à la réflexion sur la vie et l'héritage de Saint Ambroise.